# Màxims golejadors de la lliga anglesa de futbol
Llista amb els màxims golejadors de la lliga anglesa de futbol.

## Historial
| Temporada       | Jugador (club)                                                                                   | Gols                                              |
| --------------- | ------------------------------------------------------------------------------------------------ | ------------------------------------------------- |
| 1888-89         | John Goodall (Preston North End)                                                                 | 21                                                |
| 1889-90         | Jimmy Ross (Preston North End)                                                                   | 24                                                |
| 1890-91         | Jack Southworth (Blackburn Rovers)                                                               | 26                                                |
| 1891-92         | John Middleton Campbell (Sunderland)                                                             | 32                                                |
| 1892-93         | John Middleton Campbell (Sunderland)                                                             | 31                                                |
| 1893-94         | Jack Southworth (Everton)                                                                        | 27                                                |
| 1894-95         | John Middleton Campbell (Sunderland)                                                             | 22                                                |
| 1895-96         | John James Campbell (Aston Villa) Steve Bloomer (Derby County)                                   | 20                                                |
| 1896-97         | Steve Bloomer (Derby County)                                                                     | 22                                                |
| 1897-98         | Fred Wheldon (Aston Villa)                                                                       | 21                                                |
| 1898-99         | Steve Bloomer (Derby County)                                                                     | 23                                                |
| 1899-1900       | Billy Garraty (Aston Villa)                                                                      | 27                                                |
| 1900-01         | Steve Bloomer (Derby County)                                                                     | 23                                                |
| 1901-02         | Jimmy Settle (Everton)                                                                           | 18                                                |
| 1902-03         | Sam Raybould (Liverpool)                                                                         | 31                                                |
| 1903-04         | Steve Bloomer (Derby County)                                                                     | 20                                                |
| 1904-05         | Arthur Brown (Sheffield United)                                                                  | 22                                                |
| 1905-06         | Albert Shepherd (Bolton Wanderers)                                                               | 26                                                |
| 1906-07         | Alex Young (Everton)                                                                             | 30                                                |
| 1907-08         | Enoch West (Nottingham Forest)                                                                   | 27                                                |
| 1908-09         | Bert Freeman (Everton)                                                                           | 38                                                |
| 1909-10         | Jack Parkinson (Liverpool)                                                                       | 30                                                |
| 1910-11         | Albert Shepherd (Newcastle United)                                                               | 25                                                |
| 1911-12         | Harry Hampton (Aston Villa) George Holley (Sunderland) David McLean (The Wednesday)              | 25                                                |
| 1912-13         | David McLean (The Wednesday)                                                                     | 30                                                |
| 1913-14         | George Elliot (Middlesbrough)                                                                    | 32                                                |
| 1914-15         | Bobby Parker (Everton)                                                                           | 35                                                |
| 1915/16-1918/19 | La lliga es va suspendre per la I Guerra Mundial                                                 | La lliga es va suspendre per la I Guerra Mundial  |
| 1919-20         | Fred Morris (West Bromwich Albion)                                                               | 37                                                |
| 1920-21         | Joe Smith (Bolton Wanderers)                                                                     | 38                                                |
| 1921-22         | Andrew Wilson (Middlesbrough)                                                                    | 31                                                |
| 1922-23         | Charlie Buchan (Sunderland)                                                                      | 30                                                |
| 1923-24         | Wilf Chadwick (Everton)                                                                          | 28                                                |
| 1924-25         | Frank Roberts (Manchester City)                                                                  | 31                                                |
| 1925-26         | Ted Harper (Blackburn Rovers)                                                                    | 43                                                |
| 1926-27         | Jimmy Trotter (The Wednesday)                                                                    | 37                                                |
| 1927-28         | Dixie Dean (Everton)                                                                             | 60                                                |
| 1928-29         | Dave Halliday (Sunderland)                                                                       | 43                                                |
| 1929-30         | Vic Watson (West Ham United)                                                                     | 41                                                |
| 1930-31         | Tom Waring (Aston Villa)                                                                         | 49                                                |
| 1931-32         | Dixie Dean (Everton)                                                                             | 44                                                |
| 1932-33         | Jack Bowers (Derby County)                                                                       | 35                                                |
| 1933-34         | Jack Bowers (Derby County)                                                                       | 34                                                |
| 1934-35         | Ted Drake (Arsenal)                                                                              | 42                                                |
| 1935-36         | W. G. Richardson (West Bromwich Albion)                                                          | 39                                                |
| 1936-37         | Freddie Steele (Stoke City)                                                                      | 33                                                |
| 1937-38         | Tommy Lawton (Everton)                                                                           | 28                                                |
| 1938-39         | Tommy Lawton (Everton)                                                                           | 35                                                |
| 1939/40-1945/46 | La lliga es va suspendre per la II Guerra Mundial                                                | La lliga es va suspendre per la II Guerra Mundial |
| 1946-47         | Dennis Westcott (Wolverhampton Wanderers)                                                        | 37                                                |
| 1947-48         | Ronnie Rooke (Arsenal)                                                                           | 33                                                |
| 1948-49         | Willie Moir (Bolton Wanderers)                                                                   | 25                                                |
| 1949-50         | Dickie Davis (Sunderland)                                                                        | 25                                                |
| 1950-51         | Stan Mortensen (Blackpool)                                                                       | 30                                                |
| 1951-52         | George Robledo (Newcastle United)                                                                | 33                                                |
| 1952-53         | Charlie Wayman (Preston North End)                                                               | 24                                                |
| 1953-54         | Jimmy Glazzard (Huddersfield Town)                                                               | 29                                                |
| 1954-55         | Ronnie Allen (West Bromwich Albion)                                                              | 27                                                |
| 1955-56         | Nat Lofthouse (Bolton Wanderers)                                                                 | 33                                                |
| 1956-57         | John Charles (Leeds United)                                                                      | 38                                                |
| 1957-58         | Bobby Smith (Tottenham Hotspur)                                                                  | 36                                                |
| 1958-59         | Jimmy Greaves (Chelsea)                                                                          | 33                                                |
| 1959-60         | Dennis Viollet (Manchester United)                                                               | 32                                                |
| 1960-61         | Jimmy Greaves (Chelsea)                                                                          | 41                                                |
| 1961-62         | Ray Crawford (Ipswich Town) Derek Kevan (West Bromwich Albion)                                   | 33                                                |
| 1962-63         | Jimmy Greaves (Tottenham Hotspur)                                                                | 37                                                |
| 1963-64         | Jimmy Greaves (Tottenham Hotspur)                                                                | 35                                                |
| 1964-65         | Andy McEvoy (Blackburn Rovers) Jimmy Greaves (Tottenham Hotspur)                                 | 29                                                |
| 1965-66         | Willie Irvine (Burnley)                                                                          | 29                                                |
| 1966-67         | Ron Davies (Southampton)                                                                         | 37                                                |
| 1967-68         | George Best (Manchester United) Ron Davies (Southampton)                                         | 28                                                |
| 1968-69         | Jimmy Greaves (Tottenham Hotspur)                                                                | 27                                                |
| 1969-70         | Jeff Astle (West Bromwich Albion)                                                                | 25                                                |
| 1970-71         | Tony Brown (West Bromwich Albion)                                                                | 28                                                |
| 1971-72         | Francis Lee (Manchester City)                                                                    | 33                                                |
| 1972-73         | Pop Robson (West Ham United)                                                                     | 28                                                |
| 1973-74         | Mick Channon (Southampton)                                                                       | 21                                                |
| 1974-75         | Malcolm Macdonald (Newcastle United)                                                             | 21                                                |
| 1975-76         | Ted MacDougall (Norwich City)                                                                    | 23                                                |
| 1976-77         | Malcolm Macdonald (Arsenal) Andy Gray (Aston Villa)                                              | 25                                                |
| 1977-78         | Bob Latchford (Everton)                                                                          | 30                                                |
| 1978-79         | Frank Worthington (Bolton Wanderers)                                                             | 24                                                |
| 1979-80         | Phil Boyer (Southampton)                                                                         | 23                                                |
| 1980-81         | Peter Withe (Aston Villa) Steve Archibald (Tottenham Hotspur)                                    | 20                                                |
| 1981-82         | Kevin Keegan (Southampton)                                                                       | 26                                                |
| 1982-83         | Luther Blissett (Watford)                                                                        | 27                                                |
| 1983-84         | Ian Rush (Liverpool)                                                                             | 32                                                |
| 1984-85         | Kerry Dixon (Chelsea) Gary Lineker (Leicester City)                                              | 24                                                |
| 1985-86         | Gary Lineker (Everton)                                                                           | 30                                                |
| 1986-87         | Clive Allen (Tottenham Hotspur)                                                                  | 33                                                |
| 1987-88         | John Aldridge (Liverpool)                                                                        | 26                                                |
| 1988-89         | Alan Smith (Arsenal)                                                                             | 23                                                |
| 1989-90         | Gary Lineker (Tottenham Hotspur)                                                                 | 24                                                |
| 1990-91         | Alan Smith (Arsenal)                                                                             | 22                                                |
| 1991-92         | Ian Wright (Crystal Palace/Arsenal)                                                              | 29                                                |
| 1992-93         | Teddy Sheringham (Nottingham Forest/Tottenham Hotspur)                                           | 22                                                |
| 1993-94         | Andrew Cole (Newcastle United)                                                                   | 34                                                |
| 1994-95         | Alan Shearer (Blackburn Rovers)                                                                  | 34                                                |
| 1995-96         | Alan Shearer (Blackburn Rovers)                                                                  | 31                                                |
| 1996-97         | Alan Shearer (Newcastle United)                                                                  | 25                                                |
| 1997-98         | Chris Sutton (Blackburn Rovers) Dion Dublin (Coventry City) Michael Owen (Liverpool)             | 18                                                |
| 1998-99         | Jimmy Floyd Hasselbaink (Leeds United) Michael Owen (Liverpool) Dwight Yorke (Manchester United) | 18                                                |
| 1999-2000       | Kevin Phillips (Sunderland)                                                                      | 30                                                |
| 2000-01         | Jimmy Floyd Hasselbaink (Chelsea)                                                                | 23                                                |
| 2001-02         | Thierry Henry (Arsenal)                                                                          | 24                                                |
| 2002-03         | Ruud van Nistelrooy (Manchester United)                                                          | 25                                                |
| 2003-04         | Thierry Henry (Arsenal)                                                                          | 30                                                |
| 2004-05         | Thierry Henry (Arsenal)                                                                          | 25                                                |
| 2005-06         | Thierry Henry (Arsenal)                                                                          | 27                                                |
| 2006-07         | Didier Drogba (Chelsea)                                                                          | 20                                                |
| 2007-08         | Cristiano Ronaldo (Manchester United)                                                            | 31                                                |
| 2008-09         | Nicolas Anelka (Chelsea)                                                                         | 19                                                |
| 2009-10         | Didier Drogba (Chelsea)                                                                          | 29                                                |
| 2010-11         | Dimitr Berbàtov (Manchester United)                                                              | 20                                                |
| 2011-12         | Robin van Persie (Arsenal)                                                                       | 30                                                |
| 2012-13         | Robin van Persie (Manchester United)                                                             | 26                                                |
| 2013-14         | Luís Suárez (Liverpool)                                                                          | 31                                                |
| 2014-15         | Sergio Agüero (Manchester City)                                                                  | 26                                                |
| 2015-16         | Harry Kane (Tottenham Hotspur)                                                                   | 25                                                |
| 2016-17         | Harry Kane (Tottenham Hotspur)                                                                   | 29                                                |
| 2017-18         | Mohamed Salah (Liverpool)                                                                        | 32                                                |